# ハローグッバイ (佐藤ひろ美の曲)
「ハローグッバイ」は、佐藤ひろ美（佐藤裕美名義）の楽曲。桑島由一が作詞、milktubが作曲を手掛けた。佐藤のメジャー6枚目、および通算13枚目のシングルとして2005年7月21日にLantisから発売された。

## 概要
前作「Milktea Kiss」からわずか6日後に発表されたシングル。ランティスからのシングルとしては、「Second Flight」以来、約2年ぶりのリリースとなる。
表題曲はアダルトゲーム『グリーングリーン3 ハローグッバイ』のオープニングテーマとして使用された。佐藤は以前から『グリーングリーン』シリーズに多くの楽曲を提供し、テレビアニメのオープニングテーマも担当していたが、ゲームソフトのオープニング主題歌を担当するのは本作が初めてである。
カップリング曲は原作ゲームのエンディングテーマ「ラブレター」のリアレンジバージョンとなっている。

## チャート成績
初週710枚を売り上げ、2005年8月9日付オリコン週間シングルランキングで初登場156位を獲得した。チャート登場回数は1回。

## シングル収録内容
| 全作曲: milktub、全編曲: ms-jacky。 |                                        |                |            |      |
| #                                   | タイトル                               | 作詞           | 作曲・編曲 | 時間 |
| 1.                                  | 「ハローグッバイ」                     | 桑島由一       | milktub    | 3:51 |
| 2.                                  | 「ラブレター」(2005 ver.)              | ヤマグチノボル | milktub    | 4:00 |
| 3.                                  | 「ハローグッバイ」(off vocal Ver.)     |                | milktub    | 3:51 |
| 4.                                  | 「ラブレター」(2005 ver. ) (off vocal) |                | milktub    | 4:00 |
| 合計時間:                           | 合計時間:                              | 合計時間:      | 15:42      |      |

## 収録アルバム
| 曲名           | 収録アルバム | 発売日        | 備考 |
| -------------- | --- | ------------- | ---- |
| ハローグッバイ | グリーングリーン3 ～ハローグッバイ～ オリジナルサウンドトラック+コンプリートアルバム2001～2005 18 songs Memories | 2005年8月24日 |      |
| ハローグッバイ | milktub 15th ANNIVERSARY BEST ALBUM BPM200 ROCK'N'ROLL SHOW                                                      | 2008年3月26日 |      |
| ハローグッバイ | 佐藤ひろ美 THE BEST -Ever Green-                                                                                 | 2010年9月22日 |      |

## カバー
- AiRI - アルバム『GREEN GREEN Re-construction』（2013年）に収録。
- 榊原ゆい - アルバム『LOVE×CoverSongs』（2014年）に収録。